# ゆら (輸送艦)
ゆら（ローマ字：JS Yura, LSU-4171）は、海上自衛隊の輸送艦。ゆら型輸送艦の1番艦。艦名は愛媛県西部の由良半島に由来する。日本の艦艇としては長良型軽巡洋艦「由良」に続いて2代目。

## 艦歴
「ゆら」は、昭和54年度計画輸送艦4171号艦として、佐世保重工業で1980年4月23日に起工され、1980年10月15日に進水、1981年3月27日に就役し、呉地方隊に編入された。
晩年は各地の港湾へ入港する艦艇のための防舷物の輸送や防災訓練への参加に従事した。
また定期的に呉市倉橋島の桂浜海水浴場において離着岸訓練を行い同時に地域交流をかねて海岸清掃を行っていた。
2011年3月11日に発生した東北地方太平洋沖地震による東日本大震災に対し、災害派遣される。
2013年4月12日、除籍。